# Slow Attack
Slow Attack é o terceiro álbum de estúdio do cantor Brett Anderson, vocalista da banda de rock Suede. Foi lançado em 2 de novembro de 2009. O álbum é composto por onze temas inspirados na poesia de Ted Hughes e produzido pelo multi-instrumentista Leo Abrahams, que já trabalhou com Paul Simon, Sting e Brian Eno.

## Faixas
Todas as canções são de Brett Anderson e Leo Abrahams, exceto onde anotado.
1. "Hymn" – 3:36
2. "Wheatfields" (Anderson) – 4:06
3. "The Hunted" – 4:01
4. "Frozen Roads" – 4:34
5. "Summer" – 3:24
6. "Pretty Widows" – 4:06
7. "The Swans" – 4:39
8. "Ashes of Us" – 4:41
9. "Scarecrows and Lilacs" – 4:29
10. "Julian's Eyes" – 3:46
11. "Leave Me Sleeping" (Anderson) – 3:18